# Евреи в Антверпене
Антверпенские евреи составляют одну из крупнейших в Европе городских еврейских общин, насчитывавшую к 2022 году около 16 тысяч человек. Антверпенская община отличается большой долей ультраортодоксальных евреев, в том числе хасидов, благодаря чему город иногда именуется последним штетлом Европы, Иерусалимом Севера или Иерусалимом Запада.
История евреев Антверпена начинается не позднее XIII века и связана с алмазной торговлей. Большая часть антверпенских евреев живёт на улице Пеликанстрат и ближайших улицах, недалеко от вокзала и алмазной биржи.

## История
Первое упоминание о евреях в Антверпене относится к 1261 году, когда герцог Брабанта Генрих III незадолго до смерти приказал изгнать из своих владений всех евреев, не готовых отказаться от ростовщичества. Его вдова по совету Фомы Аквинского заменила высылку на увеличение налогов для евреев.
В 1348 году евреи Антверпена были обвинены в распространении чумы, что привело к масштабным погромам. В 1370 году евреев преследовали за кражу и осквернение гостии. После этих событий об антверпенской общине не было упоминаний в течение 150 лет.
Возрождение еврейской общины началось в XVI в., после изгнания евреев из Испании и Португалии, когда сефарды и марраны — в том числе торговцы алмазами и учёные — побежали в Северную и Северо-Западную Европу, где инквизиции либо не было вообще, либо она имела очень ограниченную власть. Одними из известнейших криптоиудеев, живших в Антверпене в первой половине XVI века, являются Грасия Мендес Наси и её племянник Иосиф Наси, а также врач Амато Лузитано. Первым двум, несмотря на богатство и влияние, пришлось покинуть Антверпен с началом новой волны гонений.
В середине XVI века преследования евреев распространились на Испанские Нидерланды, что, впрочем, не привело к повторному уничтожению общины Антверпена. Ещё сложнее стала жизнь евреев города после 1585 года, когда, первоначально захваченный относительно толерантными повстанцами, он вернулся под власть католической империи. Несмотря на давление и довольно успешную работу инквизиции, криптоиудеи даже создавали тайные синагоги. Тем временем местные власти нередко находили в евреях полезных участников экономики города. Так, Леопольд Вильгельм Австрийский, штатгальтер Нидерландов, просил короля Испании разрешить евреям открыто исповедовать иудаизм и построить синагогу, но в итоге только привлёк большее внимание инквизиции.
По Утрехтскому миру 1713 года Антверпен со всем Брабантом переходил под власть Австрии, несколько более терпимой к евреям, а в 1781—1782 годах император Иосиф II провёл «еврейские реформы», в целом расширившие их права. Упадок экономики Антверпена, начавшийся из-за передачи устья Шельды ещё в 1648 году Республике Соединённых провинций, побудил городские власти добиваться послаблений для евреев с целью развития торговли.
В 1794 году французская революционная армия заняла Антверпен. В 1808 году указом Наполеона Бонапарта были учреждены консистории, осуществлявшие взаимодействие между еврейскими общинами и властью, в том числе в Антверпене. Также указ предписывал евреям, не имевшим на момент издания указа имён и фамилий, взять таковые, но не из Ветхого Завета и не по названию городов.
В 1831 году, сразу после получения независимости, в Бельгии иудаизм был официально признан.
В конце XIX в., из-за погромов в Восточной Европе, началась третья волна миграции евреев (теперь ашкеназов) в Антверпен. Хотя он был лишь промежуточной остановкой на пути в Новый Свет, многих евреев привлёк крупный порт с развивающейся алмазной промышленностью, ставший вскоре «Иерусалимом Запада». После прихода нацистов к власти в Германии многие немецкие евреи нашли убежище в Антверпене.
В 1902 году в городе был установлен эрув.
В 1913 году напротив алмазной биржи была построена сефардская синагога, ныне носящая название «Бейт Моше».
В первой половине XX века свыше 80 % евреев были заняты в алмазной торговле. При этом они имели значительное количество общественных организаций, от спортивных клубов до политических партий самых разных толков. В годы Холокоста политическая активность евреев помогла им выжить. Издавалось множество еврейских газет на идише, иврите, нидерландском, французском и языках Восточной Европы. В отличие от XXI в., во второй четверти XX века еврейское общество Антверпена было либеральным и преимущественно светским; 85 % детей посещали нееврейские школы и имели множество связей с фламандцами. Тем не менее в 1930-е годы в городе было пять синагог, 28 бейт-мидрашей и множество еврейских учебных заведений разной степени религиозности.

### Холокост
Наступление гитлеровских войск заставило большую часть евреев Антверпена убежать в другие регионы Бельгии и во Францию. Пересечение границы осложнялось отсутствием у 90 % антверпенских евреев бельгийского гражданства, но предвоенный хаос и наплыв беженцев позволил многим всё же попасть во Францию. Тем не менее некоторые антверпенские евреи вернулись, так как найти убежище за рубежом было сложно, а политика нацистов в Бельгии поначалу была мягкой.
Большинство фламандцев относились к евреям как к равным им гражданам, а потому в годы германской оккупации в демонстрациях против их угнетения участвовали и неевреи. Это привело к вводу в действие антисемитских положений только с конца 1940 года. Эрнст Элерс, руководитель Холокоста в Бельгии, позже признался, что перенёс введение лат на май 1942 года в страхе негативной реакции населения. Большинство остававшихся в Антверпене евреев были арестованы и депортированы 28 августа 1942 года.
Многие евреи активно боролись с оккупантами и даже создавали боевые отряды. Тем не менее община Антверпена была практически уничтожена нацистами при поддержке фламандских националистов. Несколько сотен человек нашли убежище на Кубе, принявшей их для работы в алмазной индустрии.

### После войны. Восстановление
Община начала восстанавливаться с 1946 года. В первые годы после Второй мировой войны через Антверпен прошли тысячи еврейских беженцев, преимущественно из Восточной Европы, многие из которых остались в Антверпене. Все они получили бельгийское гражданство, за исключением пожелавших сохранить статус беженцев. Хасиды, составлявшие значительную часть иммигрантов, поселились около алмазной биржи и включились в торговлю алмазами, восстановив Антверпен как мировой центр алмазной торговли. К концу XX века около 80 % евреев Антверпена были заняты в алмазной индустрии.

## Численность
|      | Приблизительные данные, человек |
| ---- | ------------------------------- |
| 1829 | 151                             |
| 1847 | 500                             |
| 1880 | 1000                            |
| 1901 | 8000                            |
| 1913 | 13 000—25 000                   |
| 1927 | 35 500                          |
| 1940 | 55 000                          |
| 1944 | 800                             |
| 1970 | 12 000                          |
| 2002 | 15 000—18 000                   |
| 2022 | 16 000                          |

Согласно исследованию Европейского отдела по еврейской демографии, в Антверпене в 2022 году проживали 16 000 евреев, то есть 56 % евреев Бельгии. 92 % антверпенских евреев — ашкеназы, 3,4 % — сефарды. Ортодоксальный иудаизм исповедуют 82 % евреев Антверпена.
Суммарный коэффициент рождаемости среди харедим Антверпена равен 6 рождениям на женщину, что почти в 4 раза выше, чем в среднем по Бельгии, и более чем в 3 раза выше, чем среди евреев Брюсселя. Таким образом, рост численности харедим Антверпена позволяет не уменьшаться численности евреев во всей Бельгии даже при преобладании эмиграции евреев над иммиграцией.
В Антверпене у 98 % евреев, вступивших в брак, супруг исповедует иудаизм, в том числе у 95 % евреев супруг — еврей по рождению. У 93 % антверпенских евреев оба родителя — евреи.

## Современность
Многочисленная ортодоксальная община, сосредоточенная около вокзала и алмазной биржи, внешностью отличающаяся от остального населения и одной из немногих в мире продолжающая использовать идиш, делает Антверпен «последним штетлом Европы».
В начале XXI века евреи продолжают играть очень важную роль в алмазной торговле. Долгое время идиш был основным языком алмазной биржи, и даже нееврейские торговцы после заключения сделки желают клиенту удачи, произнося ивритское слово «мазл». Однако с конца XX века всё большую долю на рынке занимают иностранные торговцы, преимущественно индийские, что вызывает сильное беспокойство среди евреев.
Основными религиозными организациями антверпенских евреев являются ашкеназские Шомре Хадасс (современная ортодоксальная) и Махзике Хадасс (ультраортодоксальная), а также сефардская (португальская) община. Насчитывается около 30 синагог, большинство из которых вместе с еврейскими школами и прочими заведениями сосредоточены около городского парка.
Большая часть хасидов Антверпена являются последователями династий Белз, Сатмар, Гур, Хабад, Вижниц и Чортков. Также в Антверпене проживает Пшеворский ребе.
В городе есть эрув, большая часть которого была установлена в 1972 году, после строительства Антверпенской кольцевой дороги, когда старый эрув был разрушен. Длина современного эрува — около 20 км, он охватывает почти всю площадь между кольцевой дорогой и рекой Шельдой (Эско), а именно 14,3 км².
Подавляющее большинство юных евреев, как и во второй половине XX века, посещают еврейские школы, в том числе Йесоде-Хатора (для мальчиков), Бейт-Яаков (для девочек), Тахкемони и Явне-Бенот. Также дети и молодёжь занимаются спортом в клубе Маккаби, участвуют в организациях Бней Акива, Ха-шомер ха-цаир и Ха-ноар Ха-циони.
Издаётся газета на нидерландском языке Joods Actueel (ранее называлась Belgisch Israelitisch Weekblad), а также несколько мелких, в том числе на идише. Действуют еврейские благотворительные и медицинские организации. В 1993 году был создан фламандский Форум еврейских организаций (Forum der Joodse Organisaties), представляющий интересы евреев в политике и борющийся с антисемитизмом.
Имеется множество заведений с кошерной пищей. При этом ритуальный забой животных во Фландрии был запрещён в 2018 году.
Выходцы из антверпенской общины также живут в пригородах Вилрейке и Эдегеме. В последнем располагается центр еврейской культуры Chai Center.

### Антисемитизм
Первая крупная атака на евреев после Второй мировой войны произошла 27 июля 1980 года, когда палестинец Саид Аль-Наср бросил две ручные гранаты в группу еврейских детей, ожидавших автобуса до летнего лагеря. В результате погиб один мальчик, 20 человек пострадали.
Ещё более масштабный теракт произошёл 20 октября 1981 года, на праздник Симхат Тора, у входа в сефардскую синагогу. Террористы ночью пригнали фургон со взрывчаткой. Перед богослужением у синагоги и в самом здании скопилось много людей, и тогда фургон был взорван. Три человека погибли, ещё 106 пострадали. Ответственность за нападение взяла на себя палестинская организация Чёрный сентябрь.
3 апреля 2002 года толпа арабов прошла по улицам города с криками «Смерть евреям!». Демонстранты избили троих молодых евреев и побили стёкла в еврейских магазинах.
В июне 2014 года группа подростков-мусульман забросала камнями автобус с маленькими еврейскими детьми.
Ныне одна из крупнейших антисемитских организаций в Антверпене — Европейская арабская лига. Её лидер, ливанец Дайяб Абу Джахья, заявлял, что «Антверпен — бастион сионизма, а мы [ЕАЛ] постараемся превратить этот город в Мекку пропалестинского движения».
Война Израиля с ХАМАС вызвала новую волну антисемитизма. Так, за первые шесть недель после начала конфликта было зафиксировано 90 случаев этого явления. Евреи боятся даже выходить на улицу, так по внешности их легко опознать. Некоторые приготовились к возможному отъезду в случае ухудшения ситуации. 12 сентября 2024 года два члена ИГИЛ, муж и жена, родом из Чечни, были приговорены бельгийским судом к 15 и 8 годам тюрьмы соответственно за планирование атак на евреев в Антверпене. 11 ноября того же года были задержаны шестеро подозреваемых в подготовке «охоты на евреев».

### Пандемия COVID-19
Поначалу ортодоксальные евреи не придали особого значения новому вирусу. Некоторые считали его небесной карой, а потому отказывались с ним бороться. Другие просто не видели в коронавирусе опасности. Многие члены общины не соблюдали социальную дистанцию, так как для совершения определённых ритуалов в иудаизме необходимо собираться как минимум по десять человек. Однако вскоре евреи Антверпена нашли компромиссное решение для сложившейся ситуации: они собирались на балконах своих квартир и оттуда читали молитвы для всей улицы или двора. При этом в рамках борьбы с вирусом с 13 марта были закрыты все синагоги. Некоторые вывешивали на балконах большие свитки Торы, чтобы их могли читать другие евреи. Шум от молитв вызвал жалобы со стороны местного нееврейского населения, хотя кому-то, напротив, было интересно увидеть и услышать процесс, обычно скрытый стенами синагоги.
Распространение вируса в общине сильно зависело от мнения раввинов. В первые месяцы пандемии некоторые из них призывали её игнорировать, но постепенно все раввины подчинились требованиям правительства, и евреев Антверпена коронавирус почти не коснулся.